# Grammitis
Grammitis är ett släkte av stensöteväxter. Grammitis ingår i familjen Polypodiaceae.

## Bildgalleri

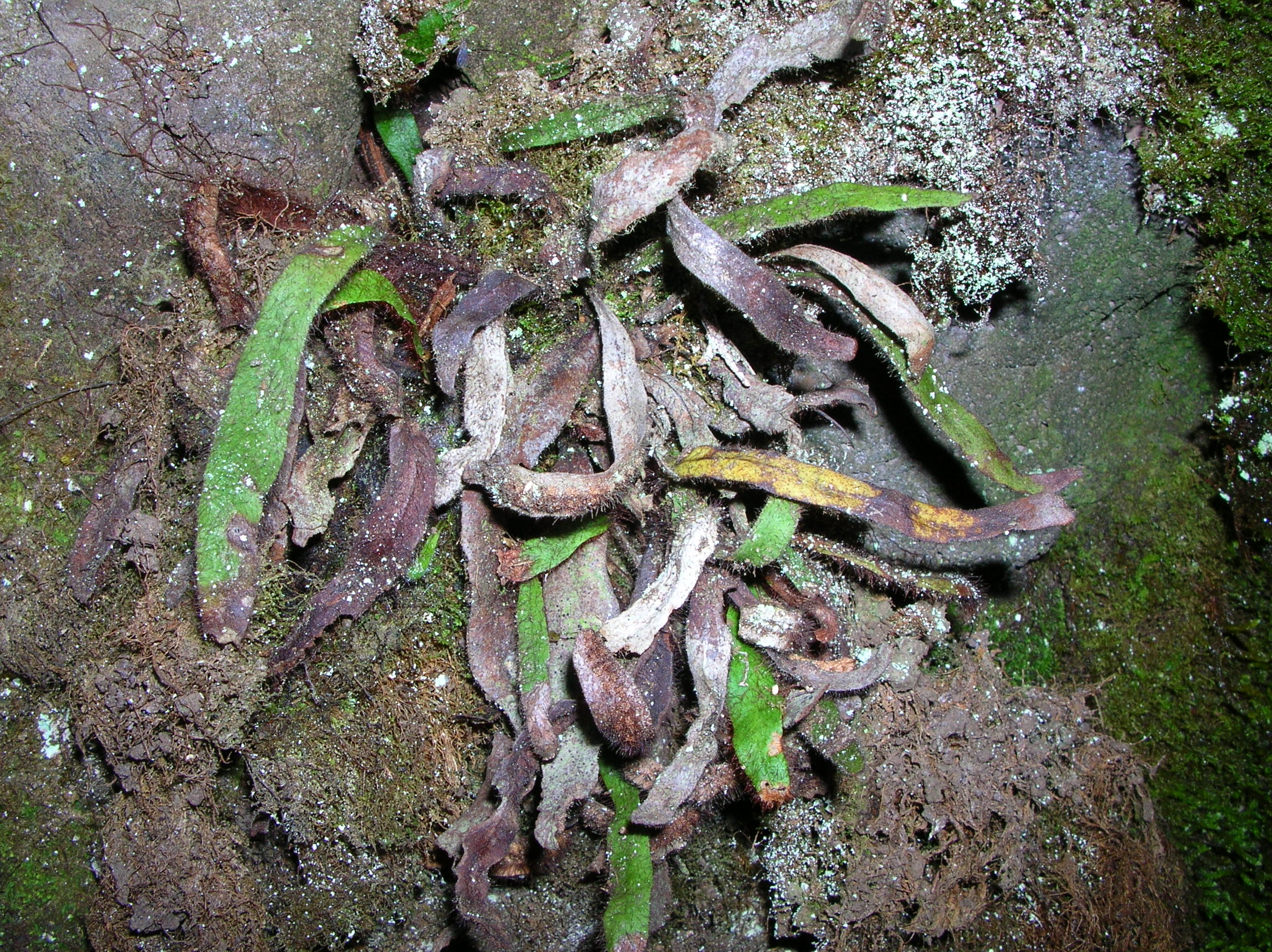
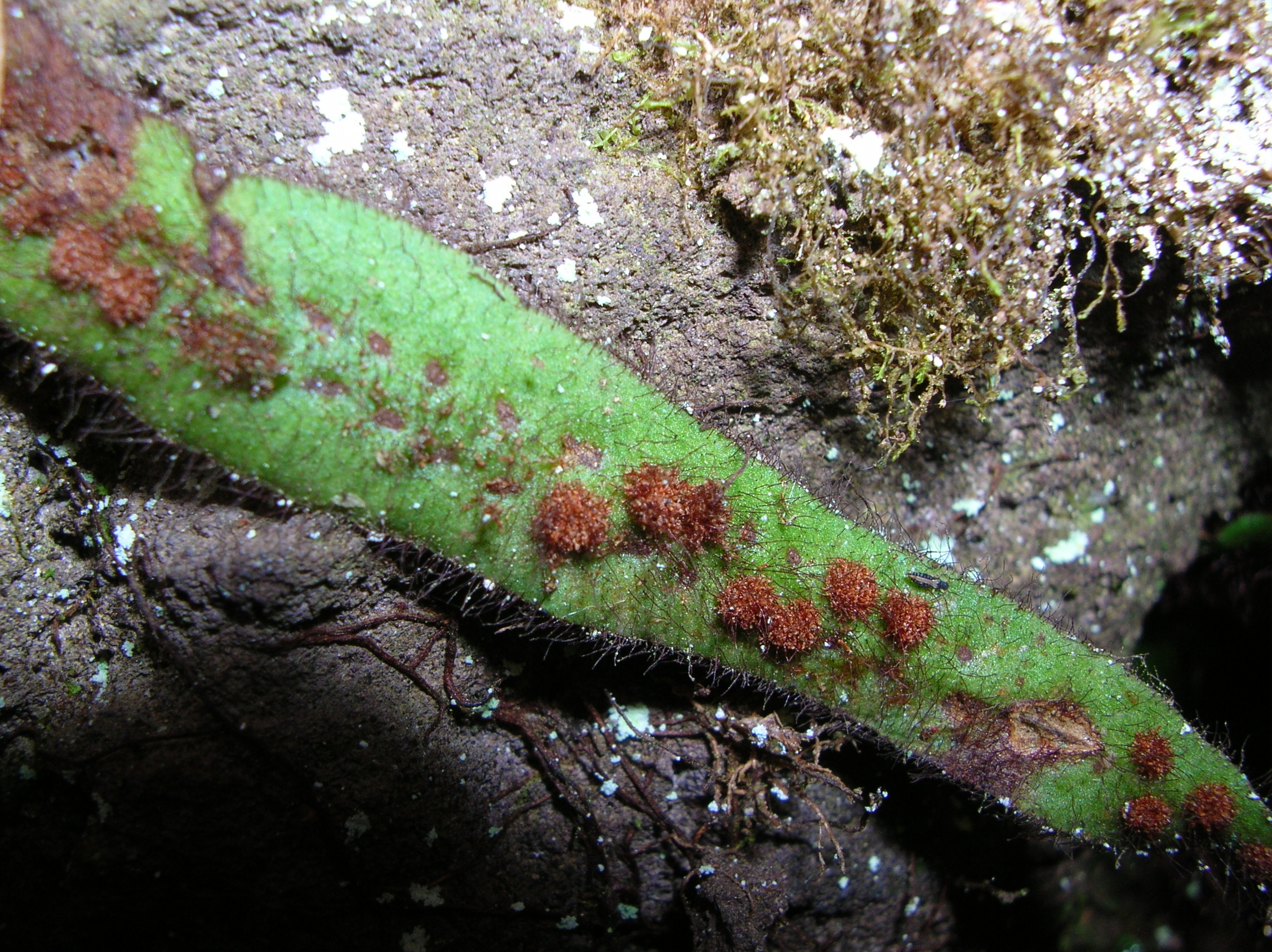
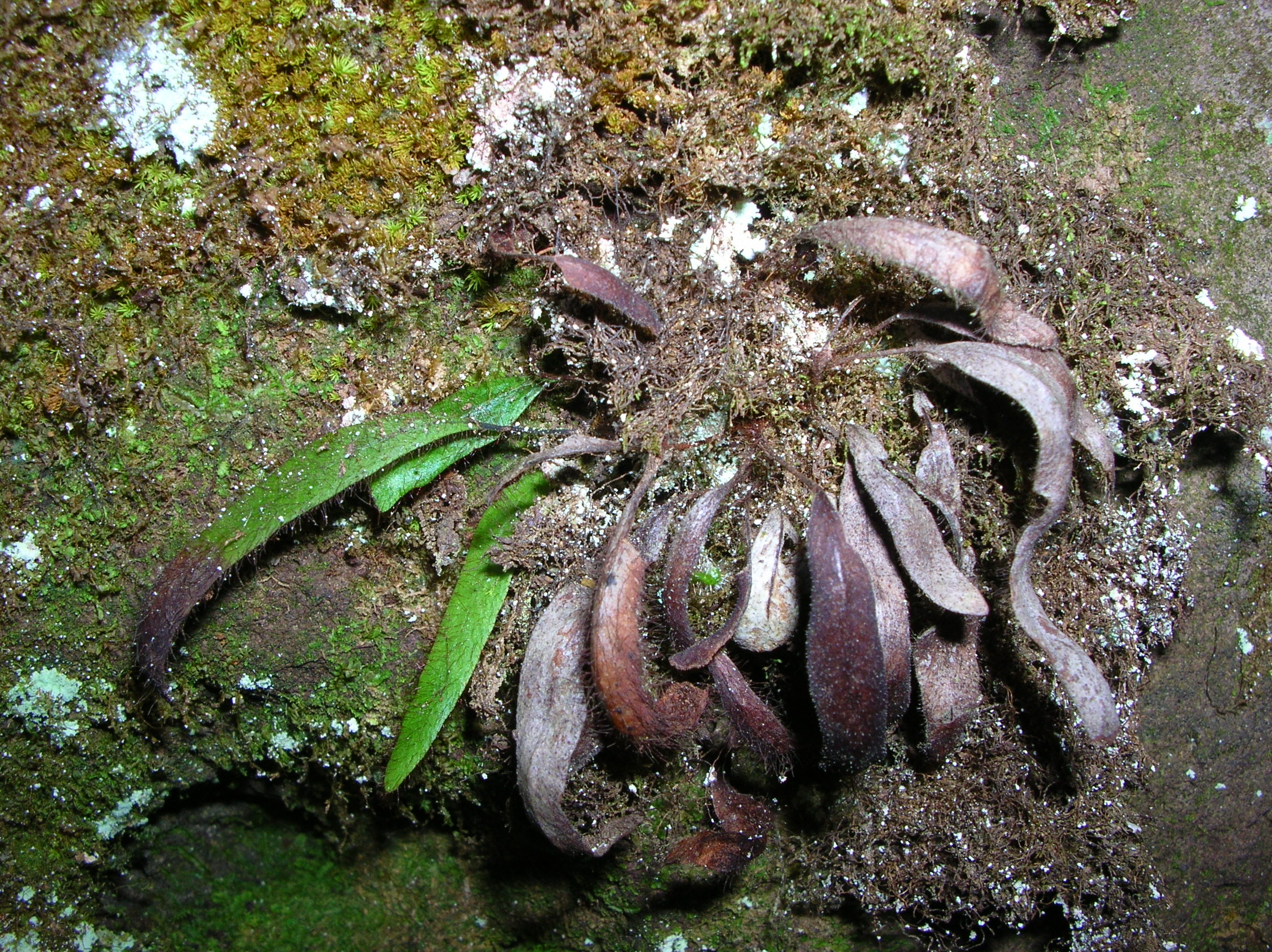
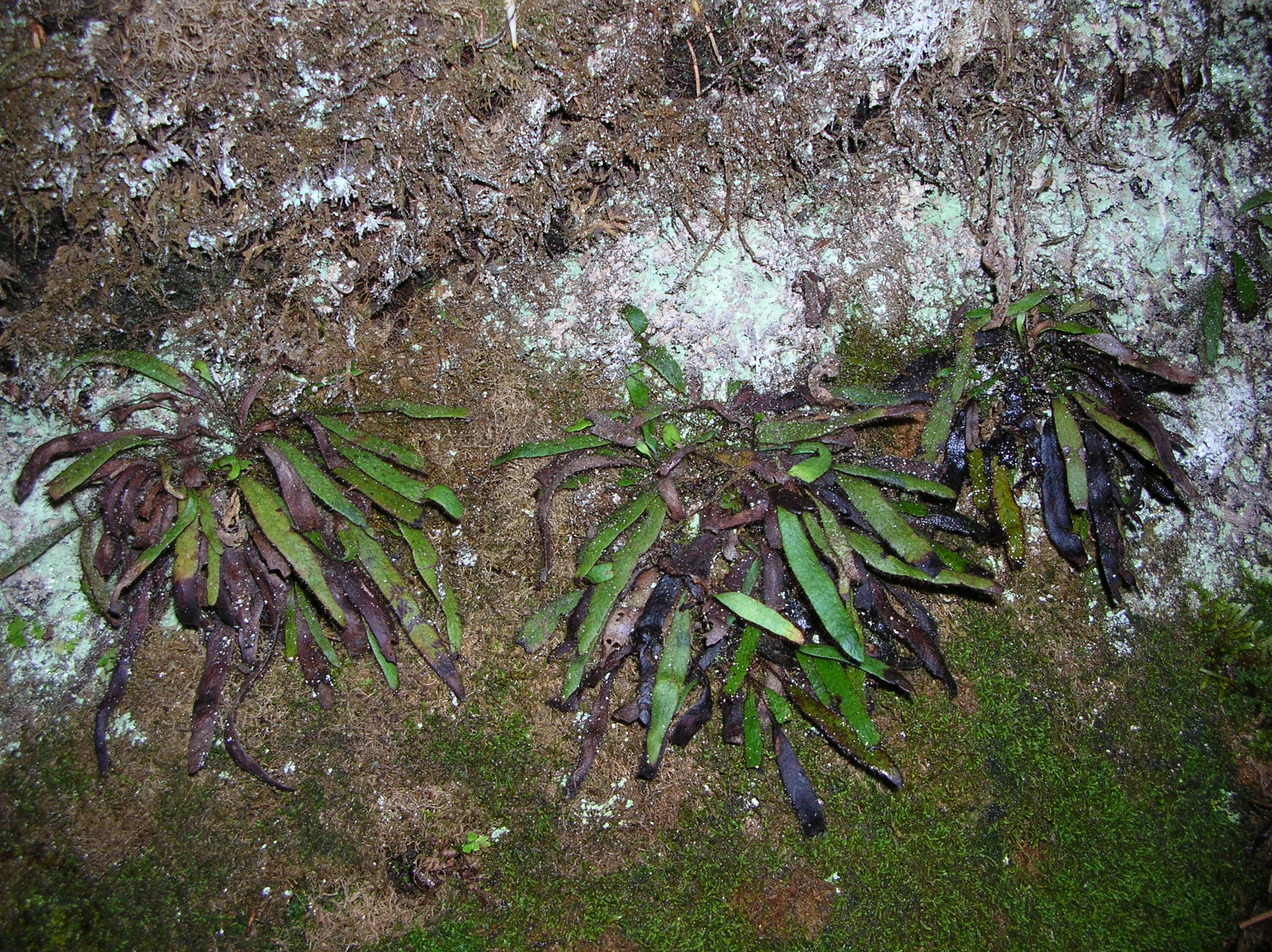

## Dottertaxa tillGrammitis, i alfabetisk ordning[1]
- Grammitis azorica
- Grammitis basalis
- Grammitis bryophila
- Grammitis bufonis
- Grammitis carnosula
- Grammitis cincta
- Grammitis copelandii
- Grammitis cryptophlebia
- Grammitis daguensis
- Grammitis deplanchei
- Grammitis diminuta
- Grammitis ebenina
- Grammitis friderici-et-pauli
- Grammitis graminea
- Grammitis holophlebia
- Grammitis impressa
- Grammitis kairatuensis
- Grammitis kyimbilensis
- Grammitis leptopoda
- Grammitis limbata
- Grammitis magellanica
- Grammitis marginella
- Grammitis marginelloides
- Grammitis melanoloma
- Grammitis microglossa
- Grammitis nigrocincta
- Grammitis nudicarpa
- Grammitis obtusa
- Grammitis paramicola
- Grammitis pellucidovenosa
- Grammitis peritimundi
- Grammitis pervillei
- Grammitis pleiosora
- Grammitis poeppigiana
- Grammitis pseudoaustralis
- Grammitis pygmaea
- Grammitis recondita
- Grammitis setosora
- Grammitis stenophylla
- Grammitis stipitata
- Grammitis synsora
- Grammitis tegetiformis
- Grammitis turquina
- Grammitis wattsii
- Grammitis vaupelii